# 1517
- Wikisource

| Calendário gregoriano                                                        | 1517 MDXVII                                          |
| Ab urbe condita                                                              | 2270                                                 |
| Calendário arménio                                                           | 966 – 967                                            |
| Calendário bahá'í                                                            | -327 – -326                                          |
| Calendário budista                                                           | 2061                                                 |
| Calendário chinês                                                            | 4213 – 4214 Início a 23 de janeiro (aproximadamente) |
| Calendário copta                                                             | 1233 – 1234                                          |
| Calendário etíope                                                            | 1509 – 1510                                          |
| Calendários hindus - Vikram Samvat - Calendário nacional indiano - Cáli Iuga | 1572 – 1573 1438 – 1439 4617 – 4618                  |
| Calendário Holoceno                                                          | 11517                                                |
| Calendário islâmico                                                          | 923 – 924                                            |
| Calendário judaico                                                           | 5277 – 5278                                          |
| Calendário persa                                                             | 895 – 896                                            |
| Calendário rúnico                                                            | 1767                                                 |
| Calendário solar tailandês                                                   | 2060                                                 |

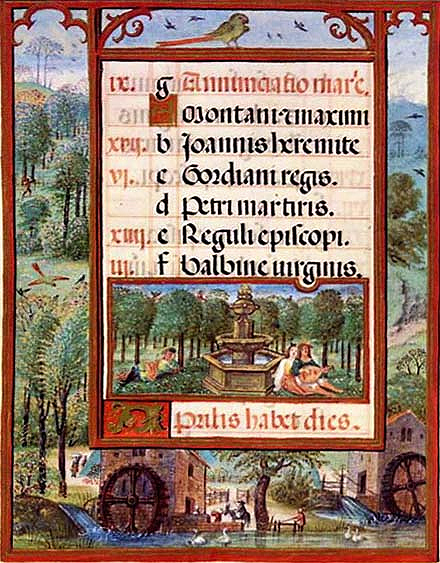
Iluminura de página inteira do calendário do Livro de Horas de D. Manuel - final de março, início de abril, fólio 9v

1517 (MDXVII, na numeração romana) foi um ano comum do século XVI do Calendário Juliano, da Era de Cristo, e a sua letra dominical foi D (53 semanas), teve início a uma quinta-feira e terminou também a uma quinta-feira.
| Ano completo                        |
| ----------------------------------- |
| Ano comum com início à quinta-feira |

## Eventos
- 8 de março — Sagração da Igreja Matriz da Ribeira Grande, ilha de São Miguel, Açores.
- 16 de março — Fim do Quinto Concílio de Latrão, iniciado em 10 de maio de 1512. Latrão V foi o décimo oitavo concílio ecumênico da Igreja católica.
- 24 de março — Sagração da Igreja de Santa Cruz da então ainda vila da Praia da Vitória, ilha Terceira, Açores.
- 31 de outubro — Lutero afixou as 95 teses na porta da igreja do  castelo de Wittenberg, Alemanha, dando início à reforma protestante.
- Primeiros contactos oficiais entre Portugal e a China. Fernão Pires de Andrade e Tomé Pires são enviados de D. Manuel I para estabelecer relações oficiais entre o Império Português e a Dinastia Ming, no reinado do imperador Zhengde.
- Escaramuças navais em Bombaim entre portugueses, comandados por João de Monroio e navios muçulmanos.[1]
- Inauguração do Mosteiro dos Jerónimos.
- Publicação do "Cancioneiro Geral" por Garcia de Resende.
- Ano base (ou ano-radix) de referência para os cálculos das festas litúrgicas no calendário do chamado Livro de Horas de D. Manuel.[2]

## Nascimentos
- 18 de outubro — Manuel da Nóbrega, padre jesuíta português, cujos escritos são de primordial importância para a história do Brasil  (m. 1570).

## Mortes
- 7 de março — Maria de Aragão e Castela, infanta de Aragão e rainha consorte de Portugal desde 1500 até sua morte como segunda esposa de Manuel I  (n. 1482).
- Dezembro —  Duarte Galvão, cronista e diplomata português (n. 1446).

## Por tema
- 1517 na arte
- 1517 no Brasil